# دیتر کربس
دیتر کربس (آلمانی: Diether Krebs؛ ‏ ۱۱ اوت ۱۹۴۷ – ۴ ژانویهٔ ۲۰۰۰) کمدین و بازیگر اهل آلمان بود.
از فیلم‌ها یا برنامه‌های تلویزیونی که وی در آن نقش داشته‌است، می‌توان به عصر یخبندان و سیلاس اشاره کرد.